# Зай
Зай (амх. ዘይ) — сімнадцята літера ефіопської абетки, позначає дзвінкий ясенний фрикативний звук /z/.
- ዘ  — зе
- ዙ  — зу
- ዚ  — зі
- ዛ  — за
- ዜ  — зе
- ዝ  — зи (з)
- ዞ  — зо